# 4P (網站)
4P（前稱4Players）是創立於2000年8月成立的德國電子遊戲雜誌網站，內容包含特色報導、遊戲新聞及評論，由位於埃森的馮克媒體集團經營。網站曾宣佈於2021年10月31日停止運營，隨後在11月11日恢復運營。現由達娜·諾伊曼（Dana Neumann）出任主編。

## 歷史
4Players GmbH由網絡機構Active Newmedia GmbH與Freenet AG於2000年5月聯合成立。同年8月，4Players GmbH成立4Players，發佈內容包括電子遊戲特色報導、新聞、評論4players GmbH曾經歷兩次易手，2013年1月初Freenet將其出售給Computec Media。2020年6月末再由Computec擁有者Marquard Group轉讓給4Players AG（同由Marquard Group持有），Marquard指此舉將使4Players「非凡擴張」。
2021年8月，網站出於經濟原因宣佈於同年10月31日關閉。4Players GmbH 50名員工中有40名被解僱，當中包括8名4Players編輯。在最後一篇有關於遊戲特色文章發佈后不久，4Players AG宣佈有多個繼續運營該網站的方案。後在11月11日恢復運營，馬蒂亞斯·厄特爾（Mathias Oertel）擔任代理主編，文章由數位在雜誌《PC Games》上撰文的自由撰稿人撰寫。2022年3月29日，馮克媒體集團指收購了新聞網站4Players，主編一職由曾任《電子遊戲畫報》和《計算機畫報》主編的阿克塞爾·德斯羅（Axel Telzerow）出任，原代理主編馬蒂亞斯·厄特爾入職Toplitz Productions高級行銷和公關經理。
2024年5月22日，馮克媒體集團以商標權到期，以及區分前公司為由，將網站更名至4P。目前，4P主編為達娜·諾伊曼。

## 網站特色
| 舊分數系統 | 目前分數系統 | 舊評價     | 目前評價   |
| ---------- | ------------ | ---------- | ---------- |
| 90%或以上  | 9.5至10.0    | 優秀（）   | 優秀（）   |
| 85%至89%   | 8.5至9.0     | 非常好（） | 非常好（） |
| 75%至84%   | 7.0至8.0     | 良好（）   | 良好（）   |
| 60%至74%   | 5.0至6.5     | 滿意（Befriedigend）   | 一般（mittelmäßig）   |
| 40%至59%   | 3.0至4.5     | 足夠（Ausreichend）   | 不足（Mangelhaft）   |
| 20%至39%   | 1.5至2.5     | 不足（Mangelhaft）   | 差勁（Schlecht）   |
| 0%至19%    | 0至1.0       | 失敗（Ungenügend）   | 最低（Ungenügend）   |
| 參考：     |              |            |            |

4P內容包含各遊戲平台包括：手機、电脑、PlayStation 4、Xbox One、Wii U等的電子遊戲特色報導、新聞及評論。4P指他們以「公平、批判、主觀」來評價遊戲，並總結遊戲的優缺點來給出相應分數，這些分數分為七等。網站曾用100分制為遊戲評測，在更名4P後則改用10分制，每次增加0.5分，原等級不變。此外，網站曾提供其他功能，如iOS和Android應用程式下載服務以及TeamSpeak伺服器服務。這些服務由前公司4Players GmbH持有。

## 爭議
2008年，4Players評價雅達利所發行的遊戲《鬼屋魔影》時給出65至69分，即「滿意」的評分。此舉被雅達利指控以非法手段竊取遊戲進行測試，雅達利撤下了所有在4Players上所投放的廣告及以法律訴訟威脅，迫使4Players從網站上撤下評價。然而雅達利這些行為受到德國境內外媒體關注，被指是對電子遊戲網站施加壓力。最終雙方決定在庭外解決分歧。
2021年，4Players宣稱停止運營後，解僱了多名編輯，但又隨即宣佈運營方案一舉被包括前主編在內的多位編輯斥責冒犯了他們，他們亦指可能會採取法律行動。

## 外部連結
- 官方网站